# Vernoux-sur-Boutonne
Vernoux-sur-Boutonne é uma comuna francesa na região administrativa da Nova Aquitânia, no departamento de Deux-Sèvres. Estende-se por uma área de 8,12 km². Em 2010 a comuna tinha 213 habitantes (densidade: 26,2 hab./km²).